# 山臼臨時乘降場

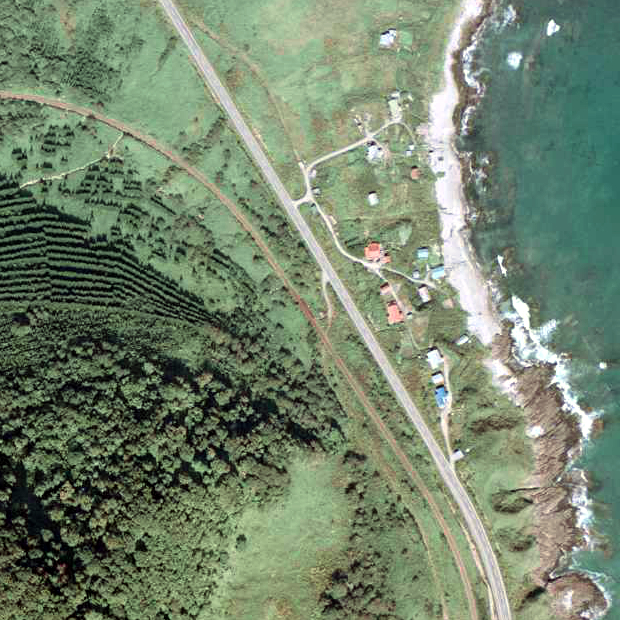
1977年的山臼臨時乘降場與方圓約500米範圍。下方為北見枝幸方向。靠近枝幸一方設有平交道，在北邊深棕色靠近海邊設有月台。平交道旁邊設有候車室。

山臼臨時乘降場（日语：／ Yamausu karijōkō-ba */?）是位於北海道枝幸郡枝幸町字目梨泊，日本國有鐵道（國鐵）的興濱北線臨時乘降場（廢站）。隨著興濱北線廢線，臨時乘降場在1985年（昭和60年）7月1日廢除。

## 歷史
- 1956年（昭和31年）2月26日 - 日本國有鐵道（國鐵）興濱北線山臼臨時乘降場（由局（日语：鉄道管理局）設定）啟用[1]。
- 1985年（昭和60年）7月1日 - 興濱北線全線廢除，此臨時乘降場也廢除[1]。

## 車站構造
截至車站廢除前，車站是一座地面車站，設有1面1線的單式月台。月台位於靠近海邊一處，鄰近候車室。

## 站名的由來
車站名稱取自所在地。地名的阿伊努語是「ヤㇺワッカウㇱ（yam-wakka-us）」，其意思是冷，水，永遠。

## 車站周邊
- 國道238號（日语：国道238号）（宗谷國道）[3]
- 宗谷巴士（日语：宗谷バス）「問牧小學前」巴士站

## 相鄰車站
日本國有鐵道
興濱北線（1985年廢除）
目梨泊－山臼臨時乘降場－問牧

## 注腳
1. 1 2 3 4  太田幸夫.  1. 札幌市: 富士コンテム. 2004-02-29: 153. ISBN 4-89391-549-5 （日语）.
2. ↑  本多貢. 児玉芳明 , 编. . 札幌市: 北海道新聞社. 1995-01-25: 93. ISBN 4893637606. OCLC 40491505 （日语）.
3. ↑  . 地勢堂. 1980-3: 17 （日语）.